# Сен-Леже-су-Бриен
Сен-Леже́-су-Брие́н (фр. Saint-Léger-sous-Brienne) — коммуна во Франции, находится в регионе Шампань — Арденны. Департамент — Об. Входит в состав кантона Бриен-ле-Шато. Округ коммуны — Бар-сюр-Об.
Код INSEE коммуны — 10345.
Коммуна расположена приблизительно в 170 км к востоку от Парижа, в 65 км южнее Шалон-ан-Шампани, в 34 км к востоку от Труа.

## Население
Население коммуны на 2008 год составляло 391 человек.
| 1962 | 1968 | 1975 | 1982 | 1990 | 1999 | 2008 |
| ---- | ---- | ---- | ---- | ---- | ---- | ---- |
| 275  | 275  | 295  | 311  | 316  | 344  | 391  |

## Администрация
| Период | Период | Фамилия           | Партия | Примечания |
| ------ | ------ | ----------------- | ------ | ---------- |
| 2001   | 2008   | Мари-Клод Вармено |        |            |
| 2008   |        | Дидье Парту       |        |            |

## Экономика

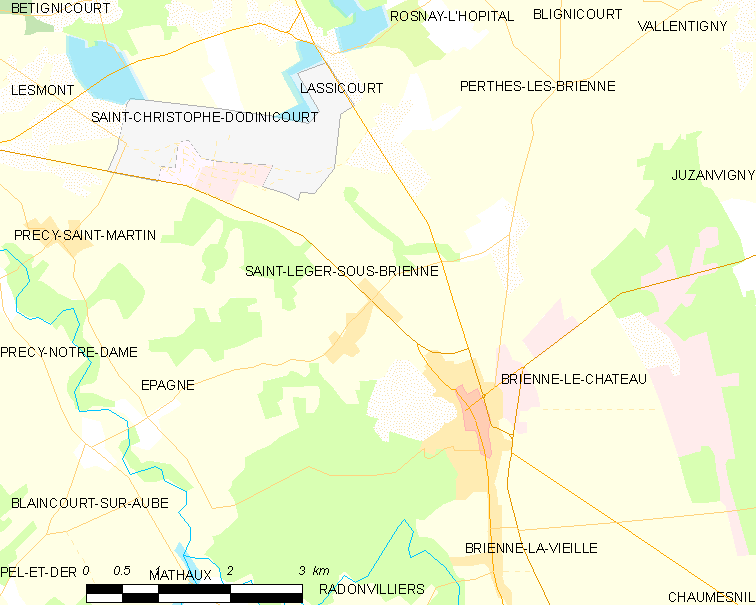
Карта коммуны

В 2007 году среди 260 человек в трудоспособном возрасте (15—64 лет) 187 были экономически активными, 73 — неактивными (показатель активности — 71,9 %, в 1999 году было 70,4 %). Из 187 активных работали 177 человек (93 мужчины и 84 женщины), безработных было 10 (3 мужчины и 7 женщин). Среди 73 неактивных 14 человек были учениками или студентами, 36 — пенсионерами, 23 были неактивными по другим причинам.

## Достопримечательности
- Церковь Сен-Тибо (XII век). Памятник истории с 1983 года[3]